# 벌크 시멘트 캐리어
벌크 시멘트 캐리어(BCC)는 시멘트를 운송하기 위한 장비를 갖춘 특장차를 가리킨다. 시멘트 채굴 현장이나 레미콘 회사들이나 시멘트 회사에서 잘보이는 차종이다.

## 특징
시멘트를 싣기 위한 장비를 모두 갖추고 있으며 건물, 교량, 도로, 댐 등의 다양한 용도에 사용이 되는 콘크리트의 원료가 바로 시멘트이기에 벌크 시멘트 캐리어는 레미콘이나 펌프카가 건설 현장에서 콘크리트를 타설하기 위해선 반드시 필요한 차종이다. 이름엔 카고가 들어가나 이 차량은 카고트럭보단 탱크트럭에 가까운 차종이다. 콘크리트 배치 플랜트 트럭과 역할은 다르지만 우리 사회에서 필요한 건축물의 재료가 되는 시멘트를 운반하는 차량이기에 우리 사회의 발전에 있어서 매우 필요한 차종이다.

## 같이 보기
- 특장차
- 레미콘
- 펌프카